# 拼车

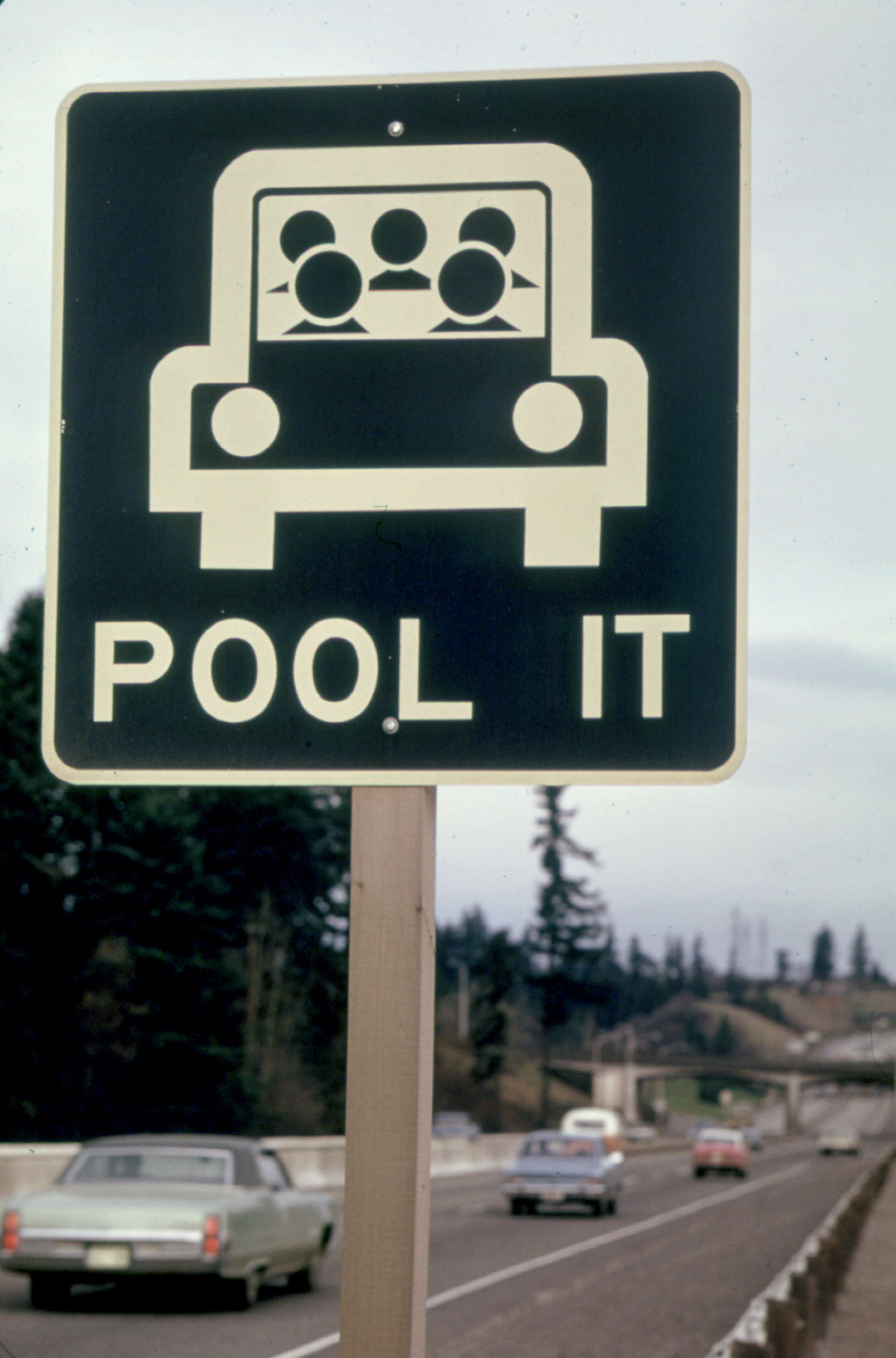
一个在1973年石油危机时期鼓励拼车的路边标志

共乘，是指两人或两人以上共乘汽车旅行的交通方式。
由于多人共乘一辆交通工具的原因，拼车可以减少人均的旅行成本（比如油费、过路过桥费）和驾驶交通工具带来的压力。拼车还是一种对于环境友好的和可持续发展的交通方式，因为它减少了温室气体的排放，缓解了交通的堵塞和削减了停车位的需求。 有关部门经常鼓励民众以拼车的形式出行，尤其是在高污染和高油价的情况下。
2009年，拼车旅行占到了美国人出游方式的43.5%，10%的美国人选择拼车通勤。拼车通勤的主要乘员（超过60%）是家庭成员为主。 
拼车通勤主要流行于工作机会聚集和人口密集的地区。拼车还和交通的成本（包括油价、通勤时长和社会成本）有明显的相关性。但是，拼车的行为较少发生在工作中长时间相处的人、年纪较长的工作者和私房屋主身上。

## 运行方式
司机和乘客往往有一些公开的渠道来发布和寻求拼车信息。在找到合适的拼车伙伴之后，他们会一起商量和安排具体的行程。以寻求在花费、接送地点和其他的细节（比如行李空间的安排）达成共识。然后，拼车行为就会按照计划而开展。

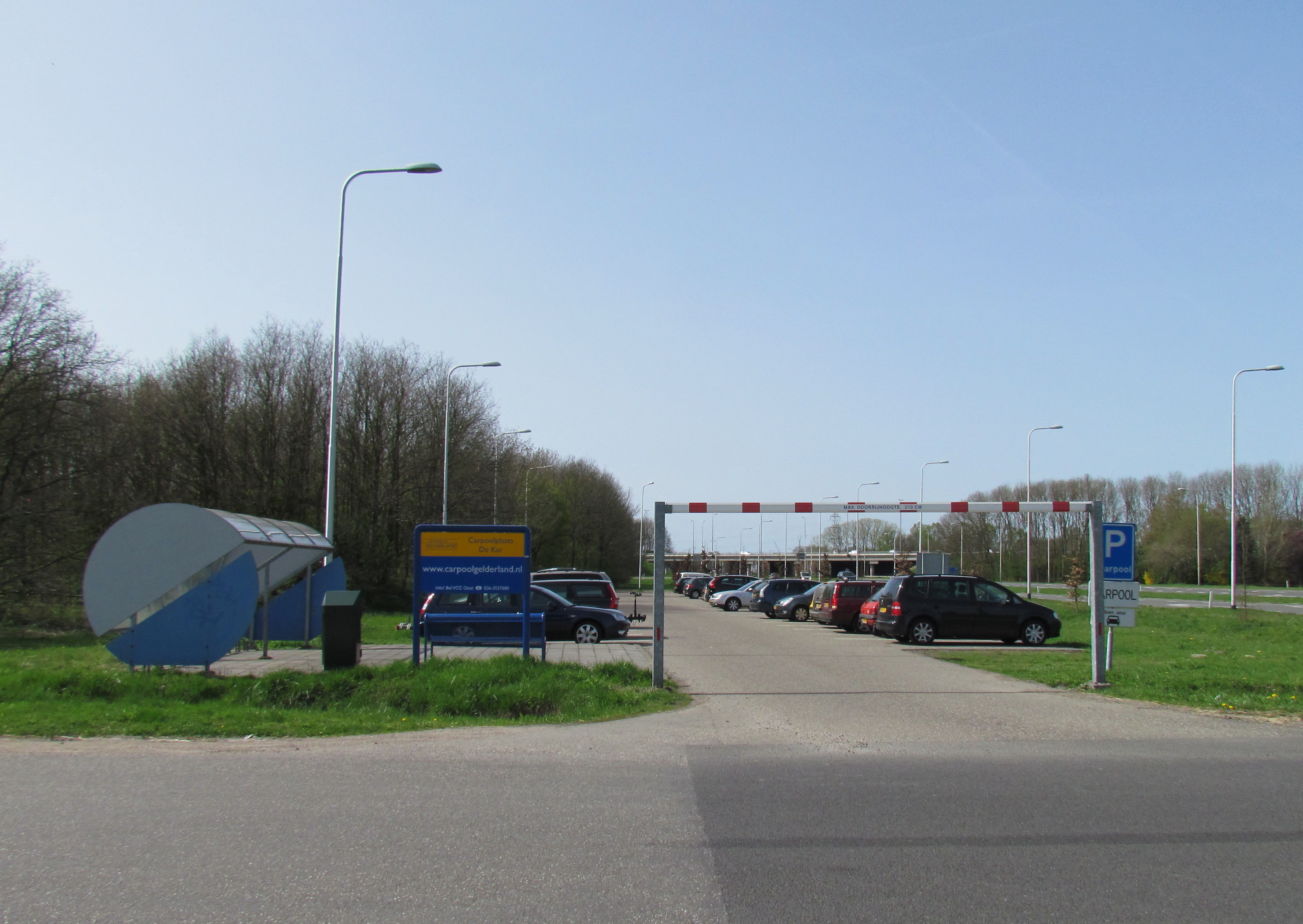
位于荷兰的拼车接送站

拼车往往被用于工作的通勤。但是它正在被越来越广泛的用于常见的旅行中。通常，这种一次性的拼车出行往往会按照旅行的具体细节不同而有不同的安排。
拼车也并不意味着在旅行途中自始自终乘坐一辆交通工具。尤其是在长途旅行时，乘客往往只乘坐一段距离，并按照距离的比例来分摊拼车的费用。这种行为给了拼车额外的灵活性，使得更多的人参与到拼车中，节约更多的成本。
一些网站提供了在线的拼车平台，使得司机和乘客在一个更为规范和安全的环境下寻找旅伴和支付车资。像许多其他的在线平台一样，他们采用社区规范机制，比如用户可以评价彼此，从而创造最优的用户体验。
拼车的具体安排可以在很多不同的渠道和地点进行，比如公共网站、社交媒体、雇主的网站、手机软件、拼车代理和接送点。

## 举措
很多公司和地方政府都引入了鼓励拼车的措施。

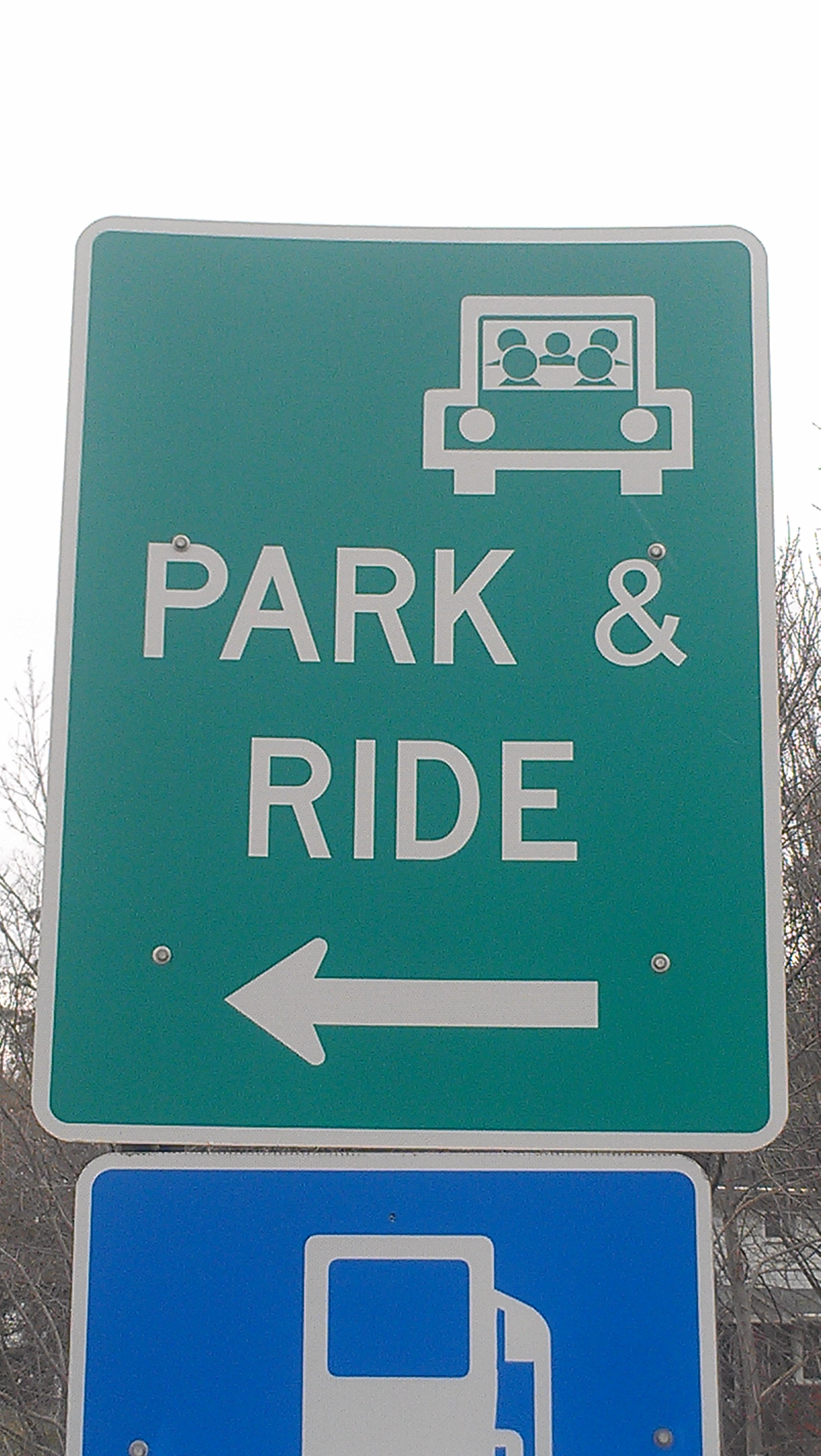
美国常见的停车换乘标识，图中所示位于79号州际公路和宾夕法尼亚州488号公路的交界处，匹兹堡的北侧。这种标识是为了鼓励人们拼车而设立的。

为了减少交通拥堵和鼓励拼车出行，一些政府设立了高乘载车道（high-occupancy vehicle line）。这些车道只允许乘坐了两名或两名以上乘客的交通工具使用。高乘载车道能够极大的促进人们的拼车积极性，减少出行的时间和成本。还有一些国家还为拼车的交通工具提供了专门的停车位。
2011年，一个名为Greenxc的组织开展了一项鼓励人们拼车的活动，旨在减少参与者的温室气体排放量。
在英国，拼车被一个名叫Carplus的组织所倡导。这个组织的目的是为了促进人们负责任的使用交通工具，从而减少交通带来的经济、环境和社会成本，同时鼓励人们减少对于汽车的依赖。Carplus得到了伦敦交通局的支持。伦敦交通局就是伦敦市政府为了减少交通拥堵和停车位紧张、缓解环境污染而成立的机构。
然而，不是所有的国家都鼓励拼车。在匈牙利，除非司机拥有出租车执照并且能够提供收据，否则拼车并且分摊费用是违反税法规定的。一些人在2011年政府某次钓鱼执法中被处以罚款的处罚。2012年3月19日， 匈牙利议会议员Endre Spaller在国会上质询了国务卿关于拼车的问题。国务卿的回应是：拼车需要被鼓励而不是惩罚。然而，在当地，拼车仍然需要非常小心，以免给自身带来逃税的麻烦。

## 费用分摊
拼车通常意味着所有乘客（司机和乘员）都应该平均分摊旅行的成本。司机没有盈利，且像其他乘客一样承担费用。费用一般包括燃油和一些可能的过路过桥费。但是，如果我们将汽车的损耗、维护费用、保险和税费也计算进来的话，这些费用大约是每英里1美元。一些拼车平台会将这些因素考虑在内，从而得出一个让司机和乘客都满意的价格。
这些平台的第二代系统通常拥有依托乘客的智能手机实时管理旅行的功能。他们可以实时监测汽车的剩余座位，实时安排行车路线和接送順序，并不需要事先商量好接送地点。这些系统还能根据行程的具体细节计算成本，比如距离和人数等。乘客按照系统所计算的价格支付司机。 

## 历史

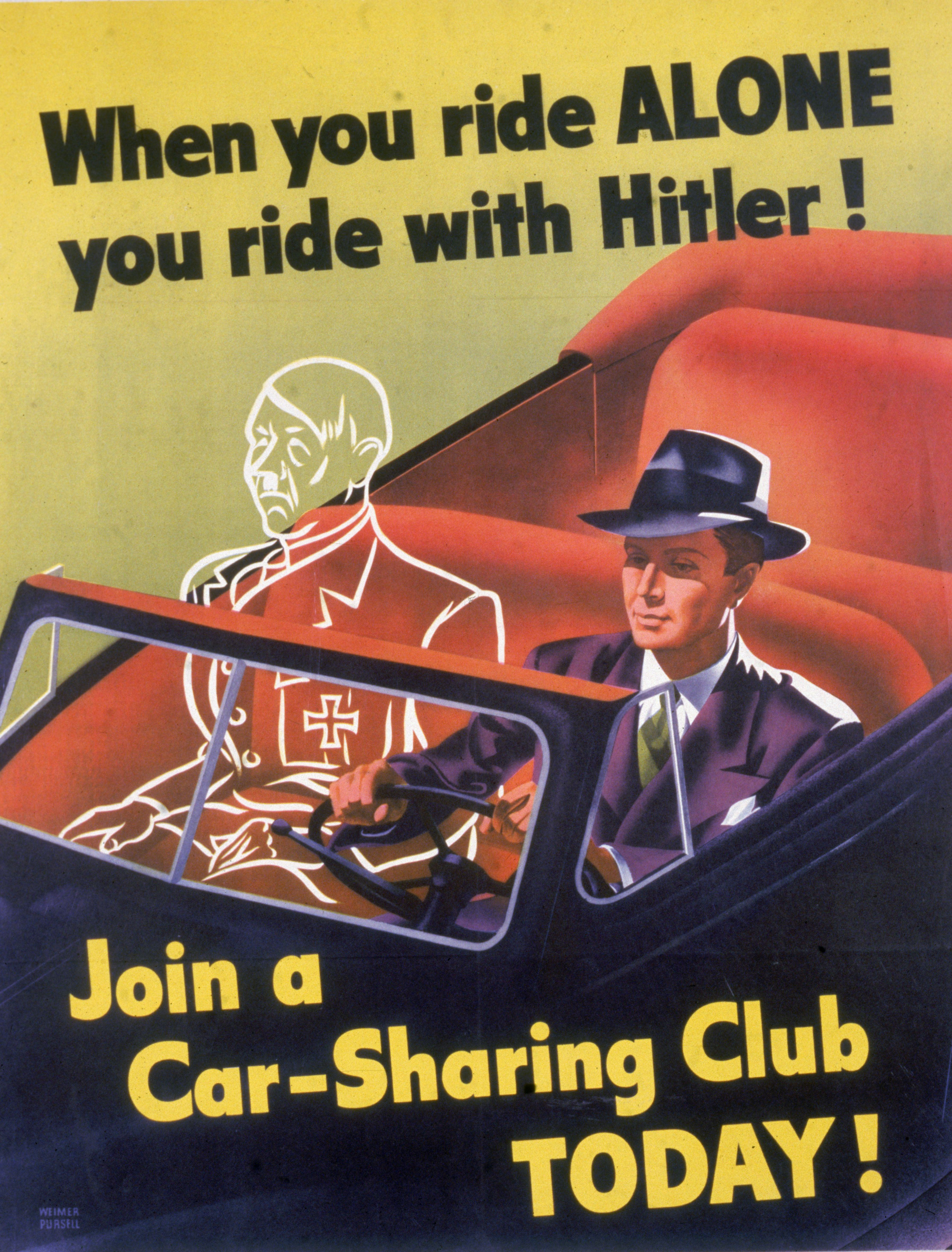
二战时期美国一张为了配给燃油、鼓励拼车的海报。其下寫著：「當你獨自駕駛，正如跟希特勒共乘！今天加入汽車共乘團體！」。

拼车在二战时期的美国由于一种配给燃油的政策而变得流行。在20世纪70年代由于1973年的石油危机和1979年的能源危机再次变得普遍。那时，克莱斯勒公司和3M公司第一次为员工组织了拼车。 
人们拼车的频率在20世纪70年代至21世纪出乎意料地逐渐变低。其顶峰出现在1970年，通勤的拼车比例达到了20.4%。到了2011年，这个比例降至了9.7%。20世纪80年代油价的大幅下跌（45%）是导致这个现象的主要原因。 而拼车的特征也从司机沿途有序的接送乘客变成了停车换乘[3]。
然而，互联网的快速发展促进了人们拼车的意愿，通勤的拼车比例在2005年达到了10.7%。互联网和手机的使用极大的开阔了有拼车意愿的人群，使得寻找拼车变得简单易行。这些网络平台往往还被用于高油耗的长途一次性拼车。
在欧洲，由于德国网站carpooling.com和法国网站BlaBlaCar的出现，长距离的拼车在过去的几年中变得十分流行。根据他们各自的网站统计，在2015年初，他们的用户数量分别达到了了6百万和1千万。

## 其他方式
拼车也不局限于上述的方式，还有其他的形式存在着：
- 临时拼车是一种临时性的拼车行为。不涉及金钱交易，但是这种行为仍然有益于司机和乘客双方，使得这种行为得以存在。
- 灵活拼车将临时拼车升级到了带有专门上车地点的方式。乘客往往在固定的地点等候拼车。
- 实时拼车使得人们可以用智能手机软件随时发出用车请求。司机往往在乘客当时所处的地点于接客。
- 单双号限行是一种类似于拼车的行为。这种方式被中国一些城市和印度德里所采用

## 面临的挑战

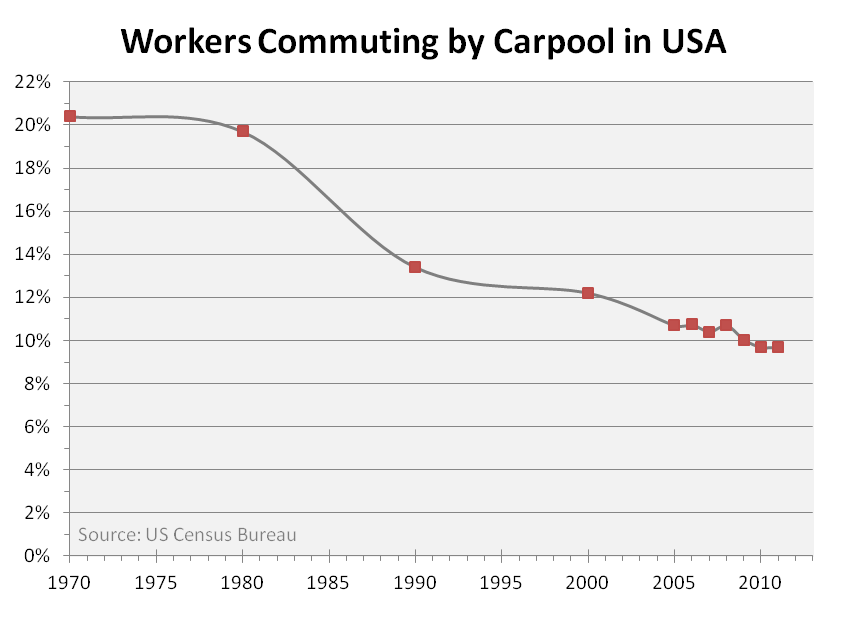
美国的通勤拼车比例从1970年的20.4%降至2011年的9.7%。

- 灵活性：拼车在计划产生变化时不够灵活。这在一项调查中成为了人们不愿意拼车的主要原因[5]。面对这一问题，有一些拼车方案与当地的出租车公司一起提供了应急的服务。
- 可靠性：如果一个拼车网络没有足够多的用户，人们往往很难在其中找到合适的拼车伙伴。拼车的乘客也往往不会遵守当初的约定。一些网络平台针对这个现象要求乘客在叫车时付押金，甚至在乘客没有按约乘车时也按原价收取费用。
- 陌生人：尽管犯罪事件发生的概率很小，安全问题往往是阻碍人们拼车的原因之一[15]。网络拼车平台针对这种担忧的做法是引入信用体系和标记有问题的用户。这个措施往往对用户数量的增长有很好的效果。
- 整体效果：尽管拼车多数情况下有政府参与，比如设立高乘载车道。仍然有一些声音质疑高乘载车道的效果。比如，在高峰期，高乘载车道往往处于无人使用的状态。从而挤占了原本行车的空间，减缓了行车速度，燃油使用效率更低。而且，很多汽车，比如带着孩子上学的家长 ，原本就是“拼车”状态。
- 2012年，昆士兰政府宣布取消高乘载车道，认为它们反而导致了交通的拥堵。这项决定得到了昆士兰皇家机动车俱乐部的支持[16]。

## 流行文化
《一路搭出租》（[Cabbing All The Way] 错误：{{Lang}}：文本有斜体标记（帮助））是一本由贾廷·库柏卡（Jatin Kuberkar）所著的讲述一个12个人成功拼车的故事。故事的发生在印度城市海得拉巴。